# عبدالحمید جودةالسحار
عبدالحمید جودةالسحار (۱۹۱۳ در قاهره - ۱۹۷۴ در قاهره) ادیب، داستان‌نویس، نمایشنامه‌نویس و فیلمنامه‌نویس معاصر مصری‌ست. 
شناخته‌شده‌ترین کتاب او در ایران ابوذر است که نخستین چاپ آن در سال ۱۳۳۴ با عنوان «ابوذر غفاری، خداپرست سوسیالیست» با ترجمه (و اضافات) علی شریعتی به چاپ رسید. او همچنین از جمله فیلمنامه‌نویسان فیلم رسالت است.

## کتابشناسی
1. المسیح عیسی بن مریم
2. محمد رسول الله والذین معه
3. بلال مؤذن الرسول
4. قصص من الکتب المقدسة